# لاگاش

لاگاش یکی از پایتخت‌های سومر در زمان بازگشت مجدد سومریان به قدرت پس از اکد است. لاگاش یکی از کهن‌ترین شهرهای خاورمیانه باستان است.
از اسناد سومری مربوط بازرگانی در این منطقه قدیمی‌ترین آنها لوحه‌ای از «اور-نانشه» (Ur-nanshe)، شاه لاگاش، است که مربوط به ۲۵۲۰ پیش از میلاد است. در این سند و اسناد مشابه از داد و ستد دریایی سومر با سه منطقه به نام‌های «دیلمون» و «ماگان» و «ملوحا» سخن به میان آمده‌است.